# 嘉兴东站
嘉兴东站是一个沪昆铁路上的铁路车站，位于浙江省嘉兴市南湖区，车站作为沪杭铁路复线化的相关工程于1992年12月30日启用:1361，2001年站内进行提速改造，目前由嘉兴车务段管理。
嘉兴东站不办理客运业务，办理整车、集装箱货物到发业务，为三等站。车站的发送货品主要为粮食类、煤炭类、化肥类、化工类及钢铁类，主要到达货品为煤、钢材、化肥、粮食及木材类。站内设有通往永安石化、嘉兴铁水中转码头、中央储备粮嘉兴直属库和浙江省粮油食品进出口公司嘉兴公司的专用线。